# Сарсер, Дэвид
Дэвид Сарсер (англ. David Sarser; 31 января 1921 — 6 июня 2013) — американский скрипач и звукоинженер.
В 1942 г. выиграл Наумбурговский конкурс молодых исполнителей. Играл в Симфоническом оркестре NBC под управлением Артуро Тосканини. В 1948 г. приобрёл у Ефрема Цимбалиста скрипку Страдивари, некогда принадлежавшую Шарлю Ламурё, которая в 1970-е гг. была у него украдена, после чего, по его собственным словам,

у меня нет больше желания играть на каком-либо другом инструменте. Она стала частью меня, а я — её частью.

Одновременно с 1950-х гг. Сарсер занимался инженерией звука, работая звукоинженером Метрополитен Опера. Он активно участвовал в экспериментах Леса Пола с многодорожечной записью.